# Torpedo tremens
Torpedo tremens é uma espécie de peixe da família Torpedinidae.
Pode ser encontrada nos seguintes países: Chile, Colômbia, Costa Rica, Equador e Peru.
Os seus habitats naturais são: mar aberto.